# President Street
President Street – stacja metra nowojorskiego, na linii 2 i 5. Znajduje się w dzielnicy Brooklyn, w Nowym Jorku i zlokalizowana jest pomiędzy stacjami Franklin Avenue i Sterling Street. Została otwarta 23 sierpnia 1920.